# タフカンパニー (ボイストレーニングプロダクション)
株式会社タフカンパニーは、日本の音楽制作会社、ボイストレーニングの運営会社である。藤森淳一が代表者を務める。

## 概要
音楽の制作（アーチスト管理）や、ボイストレーニング運営を行う。ボイストレーニングの教室名は「oasis-voice」で、内閣府認定非営利団体・JVA日本ボイストレーニング協会の認定校である。
通常のボイストレーニングは、プロの歌手や役者等を中心におこない、アイドルから日本を代表する役者まで多く通っている。レッスン場は、東京都麻布十番、横浜市あざみ野、たまプラーザにある。
2006年より、川崎区の福祉課と高齢者向けの「認知症やうつ病予防のボイストレーニング」をおこなう（現在も継続。会員数150人以上）。
また、企業向けの「SVT ビジネス向けボイストレーニング研修」もおこなう。

## 事務所
- 東京事務所 : 東京都港区麻布十番2-3-5 新麻布十番ビルディング301
- 横浜事務所 : 神奈川県横浜市青葉区荏田町478-14 I・Sレイクヒルズ3A